# I'm So Tired
I'm So Tired is een lied van The Beatles afkomstig van het in 1968 uitgegeven album The Beatles (beter bekend als The White Album). Het nummer is geschreven door John Lennon, maar zoals gewoonlijk is het toegeschreven aan Lennon-McCartney.

## Achtergrond
Het nummer is geschreven toen Lennon samen met de andere bandleden in Rishikesh, India verbleef bij Maharishi Mahesh Yogi. Door het meditatieschema, gecombineerd met de brieven die Yoko Ono naar hem schreef, had Lennon last van slapeloosheid. Slaap is een terugkerend thema in Lennons composities. I'm Only Sleeping van het album Revolver is een ander voorbeeld van deze slaapthematiek. Ian MacDonald noemde de verwijzing naar Walter Raleigh, Europees ontdekker van tabak, een van Lennons grappigste teksten. Het was ook een van Lennons favoriete nummers van zijn eigen hand. Vooral de expressiviteit van de muziek en zijn stem in het bijzonder vond hij erg geslaagd.

## Opname
De opname vond plaats op 8 oktober 1968, tijdens een sessie waar ook The Continuing Story of Bungalow Bill werd opgenomen. Tijdens de sessie werd het geluid van de instrumenten door verschillende microfoons van de andere instrumenten opgepikt, wat niet de bedoeling was. Men maakte van dit nadeel echter een voordeel in de uiteindelijke mix: in de stereoversie gaf dit een mooi effect. Op het einde van de opname valt onverstaanbaar gemompel van Lennon te horen. Mensen die in het broodjeaapverhaal geloofden dat Paul McCartney in 1966 overleden zou zijn, hoorden de woorden "Paul is a dead man. Miss him. Miss him. Miss him" wanneer het laatste stuk achterstevoren werd afgespeeld.

## Muzikanten
Bezetting volgens Ian MacDonald
- John Lennon – zang, akoestische gitaar, leadgitaar, orgel
- Paul McCartney – zang, basgitaar, elektrische piano
- George Harrison – leadgitaar
- Ringo Starr – drums